# Ветерница
Ветерница је река у јужној Србији, лева притока Јужне Мораве и река на којој лежи град Лесковац.
Река Ветерница је дуга 75 km, док је површина слива реке 515 km². Ветерница има веома колебљив водостај, па са пролећа веома набуја, а лети скоро пресуши.

## Географски положај и границе слива
Река Ветерница и њен слив налазе се у југоисточном делу Србије.
Слив неке реке подразумева површину копна, ограничену вододелницом, са које падавине отичу речним системом у океан, море, језеро или у неку другу реку док се под развођем подразумева узвишење које дели падавинске воде и усмерава их да се сливају у две суседне реке, у два језера, мора и океана.
Развође Ветернице према граничним речним сливовима највише је у западном, југозападном и јужном планинском делу. Према Лесковачкој котлини развође је широко отворено.
Развође према сливу Јабланице полази од врха Копљака (1126 m), који се налази на тромеђи сливова Јабланице, Ветернице и Криве реке, затим се спушта преко села Оруглице, Белог камена (524 m), до села Славујци (363 m) у близини Лебана. Овде је развође изграђено од кристаластих шкриљаца. Од овог села развође иде ка североистоку до села Власе и наставља се у хидролошки неодређено развође на дужини од 21 кm, до ушћа у Јужну Мораву. Дужина ове вододелнице износи 50 кm.
Развође између сливова Ветернице и Криве реке односно слива Јужне Мораве (Крива река припада сливу Јужне Мораве) почиње од Веља главе (1181 m). Од Веља главе оно се спушта ка југоистоку, а потом пење до врха Свети Илија (1295 m). Са овог врха развође се спушта до села Дреновац од кога се поново пење на Кукавицу (1442 m) а потом постепено поново спушта у Лесковачку котлину. Овим је вододелница ка околним рекама заокружена. Укупна дужина вододелнице слива Ветернице ка осталим сливовима износи 130 кm.

## Геолошки састав слива
Долина Ветернице припада језгру Српско-македонске масе, односно дислокационом појасу Ветернице. Неогени седименти долине јављају се у виду две серије. Прва, глиновито-песковита серија заступљена је на дну лесковачког виса са Хисаром и дну падине Пусторударске чуке док друга, шљунковито-песковита серија изграђује њихове више делове као и терене око Мирошевца. Особеност овог простора је већа количина шљункова хетерогеног састава код села Рудара са незнатним садржајем глине и пескова сиве боје. Млађе, квартарне творевине највећим делом акумулиране су радом Јабланице и Ветернице. Уз токове ових река заступљена је већа маса алувијалних творевина и она се јавља у три фације: речна корита, поводње и мртваје. Гребене, настале усецањем Јабланице и Ветернице кроз централну језерску површ, на падинама карактеришу делувијалне наслаге готово прашинског састава.

## Рељеф слива
Рељеф слива одликује се великом дисекцијом која је узрок брзом отицању воде која се готово одједном и у великим количинама слива у водене токове.
У рељефу слива Ветернице могу се издвојити два различита дела: први је Лесковачка котлина а други је брдско-планински предео на југозападу. Границу између ова два дела представља изохијета од 700 mm. Подручје слива припада Средишњој зони громадних планина и котлина насталој у олигомиоцену раседањем старе Родопске масе. Тада су настале и обе котлине у сливу, Лесковачка котлина и Пољаничка котлина. Ове две котлине биле су испуњене водом и представљале су језера у току плиоцена. По повлачењу језера, реке су усецале широке речне долине у котлини и створиле Лесковачко поље.
У сливу Ветернице постоје и облици палеовулканског рељефа представљени вулканским купама Облик (1086 m) и Грот (1310 m).

## Ток
Извире у селу Дреновац у Пољаници а настаје од Језерског и Манастирског потока. Својим током дели Пољаницу на два дела правцем север - југ.
Први део тока је планински, са узаном долином стрмих страна. Од села Вина река тече широм и плодном долином. Ускоро по утоку долински део, код села Жабљане река прима и своју највећу притоку, речицу Вучјанку.
Док јој корито кроз Лесковац није било регулисано, често га је плавила. Највећа поплава је била 1948. године када је 80% Лесковца било под водом дубоком 1,5 m.
Ветерница утиче у Јужну Мораву 10 km низводно (северно) од Лесковца, код села Богојевце.

## Притоке
Највећа (десна) притока јој је Вучјанка, која је у планини Кукавици усекла 300 метара дубок кањон. Остале притоке су:
- леве: Репушница, Рождачка река, Трстенска (Влашка) река, Железница, Сенска река, Оштроглавска река, Манастирска река, Мијовска река, Барска река и Сушица;
- десне: Бељаница, Смиљевачка (Ушевачка) река, Градњанска река, Мијаковачка река (Беривојштица), Студенска река, Лалинска река и Чукљеничка река.

На Ветерници је и вештачко језеро Барје.

## Археолошки локалитети у долини Ветернице
У долини ове реке откривена су 24 археолошка локалитета. То су: Састанци у Бобишту, Црква св. Илије, Хисар, Хисарски канал, Мала Дубочица, Околина Лесковца, Подрум, Подврце, Улица индустријска бр. 15, Улица Веселина Маслеше бр. 36 и Виноград Горге у Лесковцу, Долина у Шишинцу, Црква Св. Петке или Рударска црква у Рудару, Латинска црква у Великом Трњану, Црквиште у Радоњици, непознати локалитет у Стројковцу, непознати локалитет у Бунушком Чифлуку, Околина Мирошевца, Селиште-Салачина и Селиште I у Мирошевцу, Манастириште или Брзанско црквиште у Брзи, непознати положај у Барју и Десна обала Ветернице у Црцавцу.
У Лесковцу и његовој околини забележена је већа концентрација локалитета. Већина ових локалитета не могу ближе да се одреде изузев утврђења на Хисару и локалитета Мала Дубочица, који је на основу налаза две недовршене статуе протумачен као радионица. Са непознатих локација из околине Лесковца потиче велики број случајних налаза новца царева од Грацијана до Јустинијана I као и три имитације фолиса Константина II. Велика је вероватноћа да се ради о налазима са ширег простора Лесковачке котлине.
На простору ове географске микроцелине ретка су налазишта на вишим котама. Осим положаја у Барју и Црцавцу сви локалитети смештени су у зони до 300 m надморске висине.
Римска насеља могу се претпоставити у Бобишту, на локалитету Састанци, као и на положајима Селиште-Салачина и Селиште I у Мирошевцу.
Локалитети у сеоским црквама у Рудару и Великом Трњану, на десној обали Ветернице у Црцавцу, у атарима Бунушког Чифлука и Стројковца као и локалитет Манастириште или Брзанско црквиште у Брзи још увек нису прецизно одређени. У Рударској цркви у Рудару и Латинској цркви у Великом Трњану пронађена је рановизантијска камена пластика у секундарној употреби док са непознатих налазишта у атарима Бунушког Чифлука и Стројковца потичу 34 примерка римског новца. Велика површина са фрагментованим опекама и камењем и масивни зид од опека везаних малтером уочени су на локалитету Манастириште или Брзанско црквиште у Брзи.

## Галерија
- Кеј поред Ветернице, Лесковац.
- Кеј поред Ветернице, Лесковац.
- Кеј поред Ветернице, Лесковац.
- Кеј поред Ветернице, Лесковац.
- Ветерница кроз Лесковац
- Шеталиште
- Поглед са моста